# West Byfleet
West Byfleet – wieś w Anglii, w hrabstwie Surrey, w dystrykcie Woking. Leży 33 km na południowy zachód od centrum Londynu. Miejscowość liczy 5054 mieszkańców.